# Dayton Dutch Lions FC in het seizoen 2010
Het seizoen 2010 is het eerste seizoen in het bestaan van de Dayton Dutch Lions FC, een Amerikaanse voetbalclub met een Nederlandse achtergrond. Voormalig international Sonny Silooy werd aangesteld als hoofdtrainer en profvoetballers als onder anderen Geert den Ouden, Oscar Moens en Hans van de Haar werden gecontracteerd.
Gedurende het seizoen komen de DDL FC uit in de USL Premier Development League en spelen ze om plaatsing voor de US Open Cup.

## Seizoen
Dayton Dutch Lions FC werd in 2009 opgericht door de voormalige Nederlandse profvoetballers Erik Tammer en Mike Mossel. De oprichters wilden voornamelijk een voetbalinstituut opzetten, om lokaal talent te ontwikkelen en te begeleiden, geheel volgens de Nederlandse voetbalfilosofie. Het initiatief kon op steun rekenen van FC Twente en Columbus Crew, waarna de club zich verder ontwikkelde. De club zal vanaf mei 2010 spelen in de USL Premier Development League. Sonny Silooy wordt de eerste coach van de Lions.
Voor Dayton Dutch Lions startte de voorbereiding op donderdag 20 april 2010 met een oefenwedstrijd tegen Xavier University.
DDL FC begon op 8 mei 2010 aan de competitie en mocht op bezoek bij de Cincinnati Kings. Dayton begon sterk aan de wedstrijd en liep al snel uit naar een 3-1-voorsprong. Ivar van Dinteren verzorgde de assist bij het eerste doelpunt, die gescoord werd door Eddie Hertsenberg. Het tweede doelpunt kwam op naam van Julius Wille. Ondanks de 3-1-voorsprong, wist Cincinnati in de slotfase met twee doelpunten de stand alsnog gelijk te trekken.

## Transfers
Om de Nederlandse speelwijze te kunnen uitdragen in de Verenigde Staten, werd de wens uitgesproken om in het beginjaar een selectie bestaande uit lokaal talent te mixen met verschillende Nederlandse voetballers. Voormalig Nederlands international Oscar Moens tekende op 8 december 2009 een contract bij DDL FC. Later volgden de verdedigers Bruce Godvliet en Johan Wigger, de middenvelders Julius Wille en Ivar van Dinteren, en de aanvallers Bas Ent, Hans van de Haar en Geert den Ouden.
In 2010 werden door de technische leiding vervolgens een groot aantal Amerikaanse talenten aan de selectie toegevoegd. Uit de eigen jeugd werd Joël Silooy gedurende het seizoen overgeheveld naar de hoofdselectie.

## Wedstrijdstatistieken

### Oefenduels

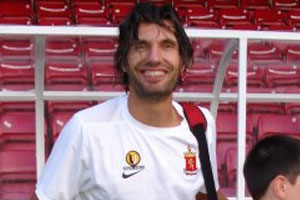
Geert den Ouden is topscorer in de oefenduels.

| Datum + plaats           | Wedstrijd                                | Uitslag | doelpunten Dutch Lions                                                                                                  |
| ------------------------ | ---------------------------------------- | ------- | --- |
| 20 april 2010 Cincinnati | Xavier University - Dayton Dutch Lions   | 1-1     | Den Ouden 0-1 |
| 24 april 2010 Cincinnati | Dayton Dutch Lions - Xenia Ohio          | 8-0     | Den Ouden 1-0, Den Ouden 2-0, Wille 3-0, Segebart 4-0, Den Ouden 5-0, VanderSluijs 6-0, Den Ouden 7-0, Van Dinteren 8-0 |
| 27 april 2010 Cincinnati | Cincinnati Bearcats - Dayton Dutch Lions | 2-3     | Den Ouden 1-1, McCarthy 2-2, Eric Kissinger 2-3                                                                         |
| 30 april 2010 Bellbrook  | Dayton Dutch Lions - Global United FC    | 4-2     | Den Ouden 1-0, Den Ouden 2-0, ? 3-0, McCarthy 4-2                                                                       |
| 19 juni 2010 Columbus    | Columbus Crew - Dayton Dutch Lions       |         | |

Topscorers in de oefenduels
| # | Naam              | Goals |
| - | ----------------- | ----- |
| 1 | Geert den Ouden   | 8     |
| 2 | Steven McCarthy   | 2     |
| 3 | Kyle Segebart     | 1     |
| 3 | Alex VanderSluijs | 1     |
| 3 | Ivar Van Dinteren | 1     |
| 3 | Julius Wille      | 1     |
| 3 | Eric Kissinger    | 1     |

### Competitie
| Datum + plaats        | Wedstrijd                                     | Uitslag   | Scoreverloop                                                                   |
| --------------------- | --------------------------------------------- | --------- | ------------------------------------------------------------------------------ |
| 8 mei 2010 Bellbrook  | Dayton Dutch Lions - Cincinnati Kings         | 3-3 (2-0) | Hertsenberg 1-0, Wille 2-0, Montgomery 2-1, McCarthy 3-1, Doran 3-2, Smith 3-3 |
| 15 mei 2010 Bellbrook | Dayton Dutch Lions - Cleveland Internationals | 3-0 (1-0) | Wille 1-0, Van de Haar 2-0, Den Ouden 3-0                                      |
| 22 mei 2010 Michigan  | Michigan Bucks - Dayton Dutch Lions           | 1-0 (0-0) | Jones 1-0                                                                      |
| 26 mei 2010 Miami     | Indiana Invaders - Dayton Dutch Lions         | 0-0 (0-0) |                                                                                |
| 29 mei 2010 Michigan  | Dayton Dutch Lions - Kalamazoo Outrage        | 4-1 (2-0) | Jones 1-0, Den Ouden 2-0, Davis 3-0, Colaizzi 3-1, Ent 4-1                     |
| 5 juni 2010 Miami     | Forest City London - Dayton Dutch Lions       | 1-1 (1-1) | Haworth 1-0, Davis 1-1                                                         |
| 9 juni 2010 Indiana   | Dayton Dutch Lions - Indiana Invaders         | 1-4 (0-1) | Isaac 0-1, McGimsey 0-2, Isaac 0-3, Den Ouden 1-3, Freisinger 1-4              |
| 12 juni 2010 Miami    | Toronto Lynx - Dayton Dutch Lions             | 0-2 (0-1) | Den Ouden 1-0, McCarthy 2-0                                                    |
| 17 juni 2010 Pinnacle | Dayton Dutch Lions - Cleveland Internationals | 2-2 (0-1) | Suljevic 0-1, Den Ouden 1-1, Ostergren 1-2, Davis 2-2                          |
| 23 juni 2010 Kentucky | Dayton Dutch Lions - Cincinnati Kings         | 2-2 (1-0) | Den Ouden 1-0, Den Ouden 2-0, Stelmak 2-1, Barraclough 2-1                     |
| 26 juni 2010 Miami    | Chicago Fire - Dayton Dutch Lions             | 1-2 (0-0) | Den Ouden 0-1, Davis 0-2, Balchan 1-2                                          |

2010 · 2011 · 2012 · 2013